# Alex Vermeulen (kunstenaar)
Alex Vermeulen (Eindhoven, 9 december 1954) is een Nederlands kunstfotograaf, beeldhouwer, tekenaar, en mediakunst- en videokunstenaar. Hij werkte aanvankelijk in Eindhoven en Amsterdam. Sinds 2014 woont en werkt hij op Bali en in New York.

## Biografie
Vermeulen is autodidact en begon zijn loopbaan als kunstfotograaf. Het Van Abbemuseum in Eindhoven heeft een serie foto's van hem in de collectie. Hij schreef in de jaren tachtig en begin jaren negentig verschillende filmboeken.
In 1996 vond een grote solotentoonstelling van zijn werk plaats in het Stedelijk Museum in Amsterdam met als titel Fuga futuri. Naast een expositie van zijn werk, waren er een videokunst-installatie en een documentaire te zien en kwam er een boek uit dat hij samen met het museum uitgaf. In 1999 volgde een expositie in het Museum van Hedendaagse Kunst in Antwerpen.
Zijn werk werd getoond in galeries en staat op een aantal plaatsen in de openlucht, onder andere in Amersfoort, Terneuzen, Rijswijk, Diemen en Heeten. Hij werkt onder de pseudoniemen SOH (States Of Humanity) en The Syndicaat Foundation.

## Kunstwerken

### SOH19 States of Nature

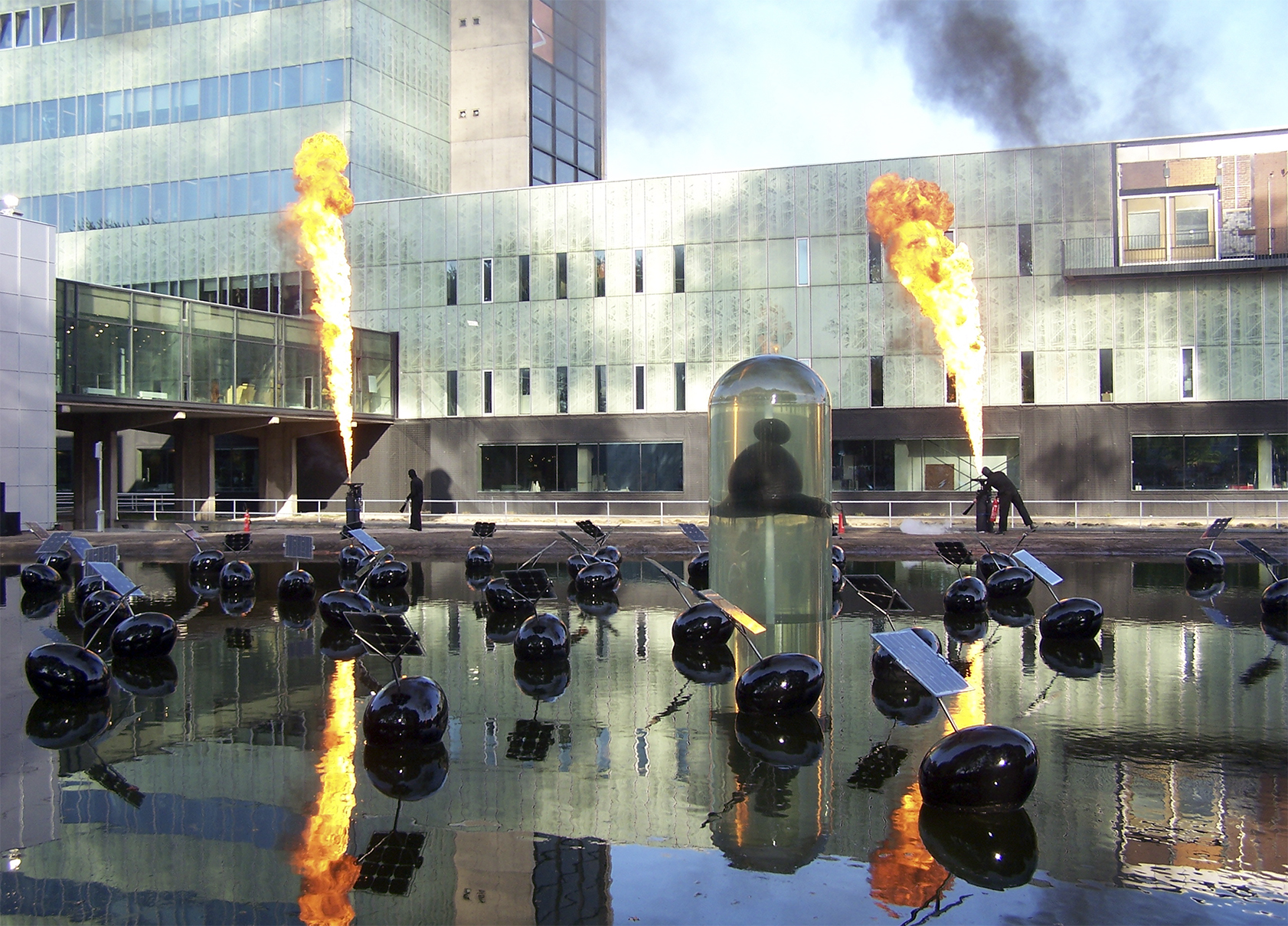
Vuurshow bij de oplevering van SOH19 States of Nature (2006)

Op 12 september 2006 rondde hij een project af waaraan hij gedurende 6 jaar met 32 studenten natuurkunde van de TU Eindhoven had gewerkt. Het droeg de titel SOH19 States of Nature en was een van de grootste kunstwerken in de openbare ruimte in Nederland. Het idee ontstond bij de studenten zelf rond 1999/2000.
Het hoofdonderdeel van het kunstwerk was een Boeddha in een capsule van perspex die overdag drie meter boven een vijver zweefde en bij zonsondergang onder het wateroppervlak zakte. In de vijver met een oppervlakte van 1700 m3 dreven daarnaast 88 zwarte eieren met op elk ei een zonnepaneel. De panelen leverden de stroom voor het magnetische veld waarmee de Boeddha opgetild werd.
Het was de bedoeling van de universiteit om het kunstwerk vijftien jaar te laten staan. Op 1 juli 2010 spatte de perspexcapsule echter uit elkaar en verdween de Boeddha naar de bodem van de vijver. In juli 2014 werd de Boeddha opnieuw geplaatst, echter nu met een hydraulisch systeem in plaats van zwevend boven elektromagneten.
In Diemen staat het onderdeel De spiraal.

### Othene, Terneuzen
In de woonwijk Othene in Terneuzen staan kunstwerken van hem op drie rotondes die symbool staan voor harmonie. De kunstwerken bestaan uit een wit ei waar zich zwarte poppetjes op of in bevinden. In 2013 werden de poppetjes ernstig beschadigd door vandalen, maar later weer hersteld door de kunstenaar.

### Galerij

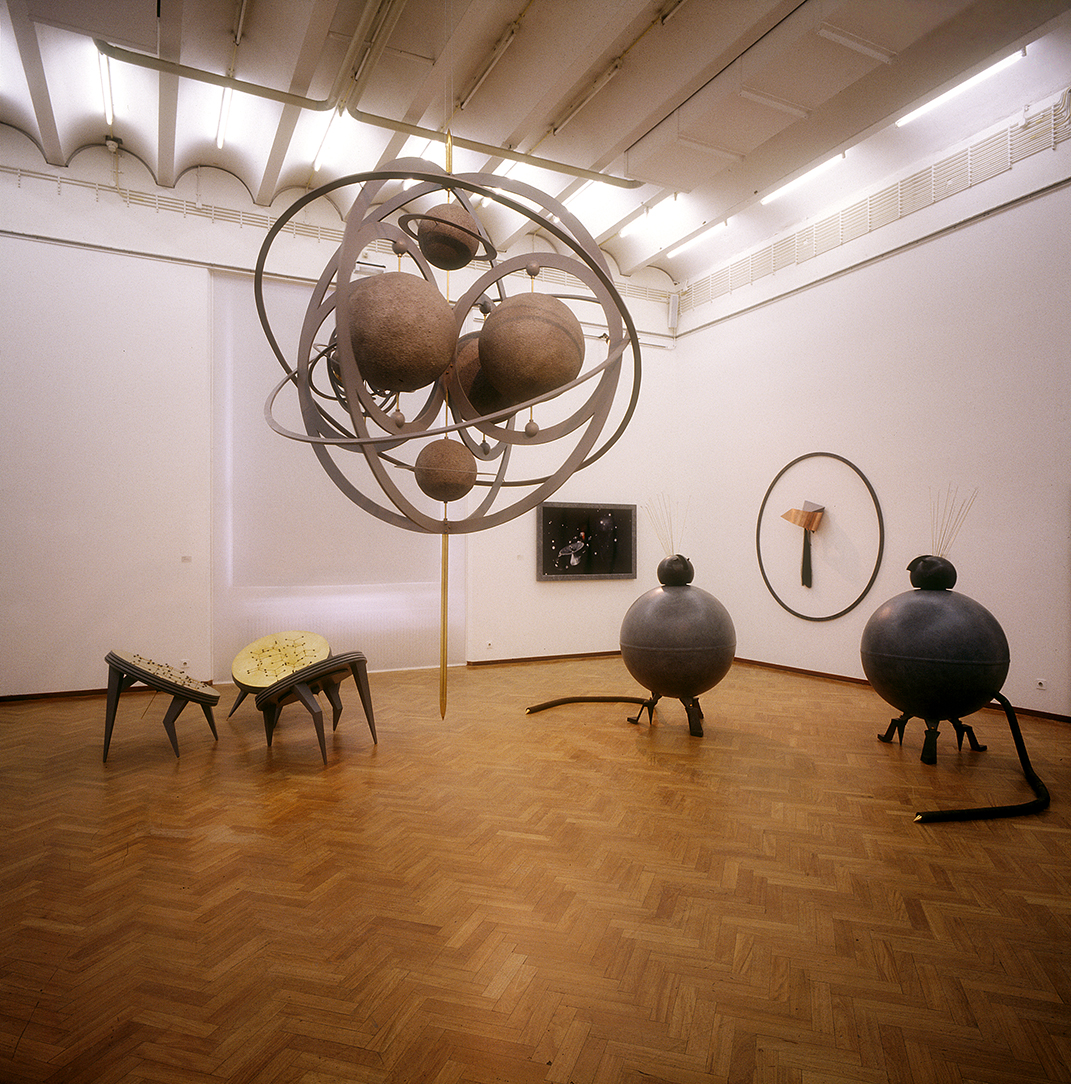
Fuga Futuri (1996) Stedelijk Museum, Amsterdam
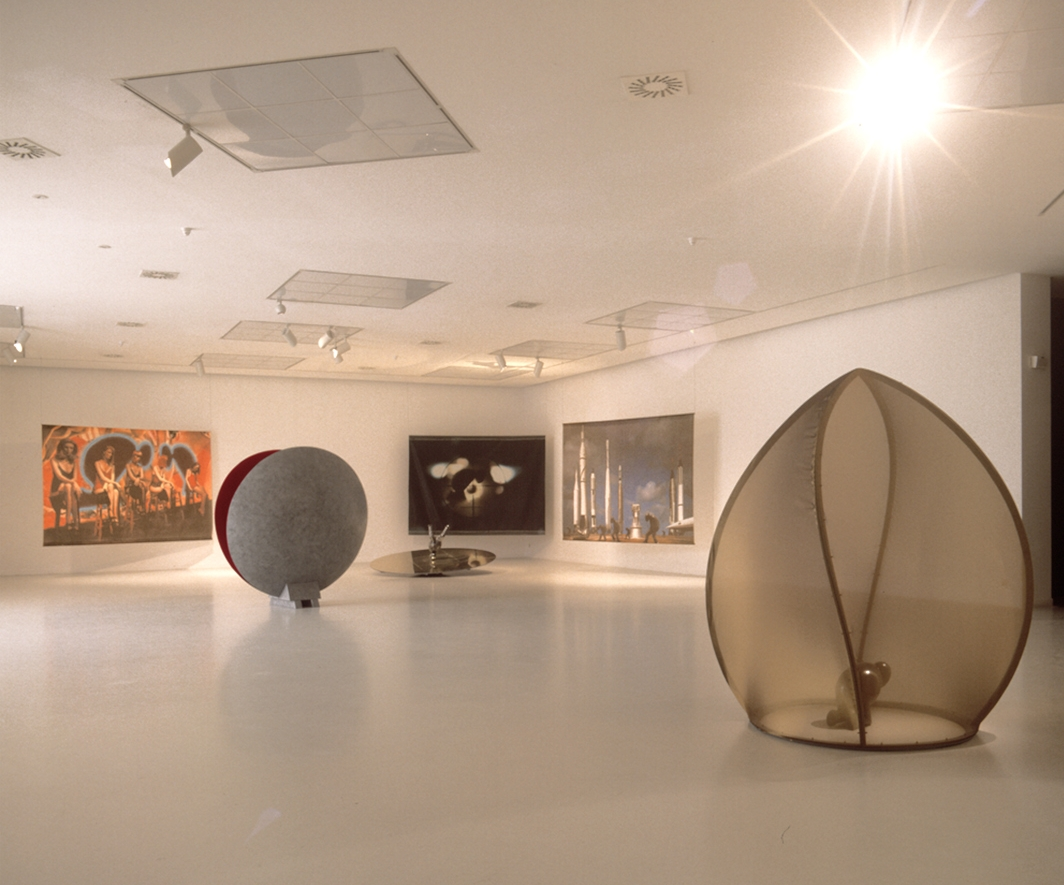
SOH1 (1999) MuHKA, Antwerpen
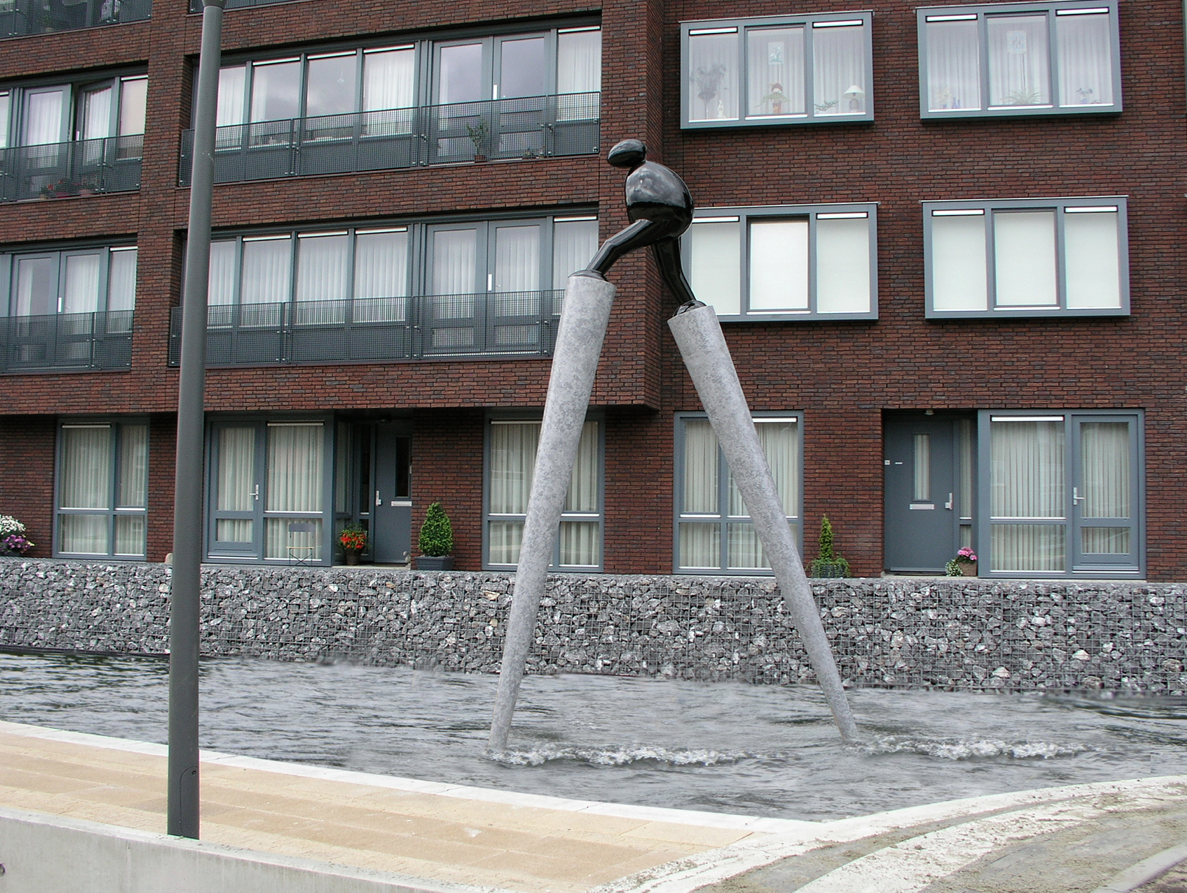
Steltloper (2007) Landgoed Driesen, Waalwijk